# 萱萱
萱萱（1989年7月30日—），本名戴潆萱，中國歌手，畢業於沈阳音乐学院。2013年参加浙江卫视《中国好声音》第二季获得那英组冠军、全国年度总决赛季军而走红。

## 主要经历
- 1989年，出生于辽宁省沈阳市铁西区一个工人家庭；
- 2007年，考入沈阳音乐学院美声唱法专业本科班（2011年毕业）；
- 2010年，参加青海卫视《花儿朵朵》比赛最终获得沈阳20强、全国50强[1]；
- 2011年，参加湖南卫视《2011快乐女声》比赛最终获得沈阳赛区季军、全国37强[2]；
- 2013年，参加浙江卫视《中国好声音》第二季获得那英组冠军、全国年度总决赛季军[3]。

## 音乐作品
| 发表时间       | 单曲名称       | 备注         |
| -------------- | -------------- | ------------ |
| 2014年10月31日 | 《My Darling》 | 个人首支单曲 |

## 影视作品
- 2013年，好声音电影《中国好声音之为你转身》扮演“萱萱”一角色。